# Persoonia linearis
Persoonia linearis (лат.) — кустарник или небольшое дерево, вид рода Персоония (Persoonia) семейства Протейные (Proteaceae), произрастающий в Новом Южном Уэльсе и Виктории на востоке Австралии. Кустарник достигает 3 м, а иногда и 5 м в высоту, имеет толстую тёмно-серую бумажную кору. Листья, как следует из названия вида, имеют более или менее линейную форму. Маленькие жёлтые цветки появляются летом, осенью и в начале зимы (с декабря по июль), плоды — маленькие зелёные мясистые костянки. Внутри рода Persoonia вид входит в группу Lanceolata, состоящую из 58 близкородственных видов. P. linearis скрещивается с несколькими другими видами, где они растут вместе.
Обнаруженный в сухом склерофитовом лесу на песчаниковых почвах с недостатком питательных веществ, Вид адаптирован к пожароопасной среде; после лесных пожаров растения отрывают спящие почки из-под толстой коры. Плоды употребляют позвоночные животные, такие как кенгуру, опоссумы и карравонги. Как и другие представители этого рода, P. linearis редко культивируется, так как его очень трудно размножить семенами или черенками, но после размножения он легко адаптируется, предпочитая кислые почвы с хорошим дренажом и, по крайней мере, частично солнечным.

## Ботаническое описание

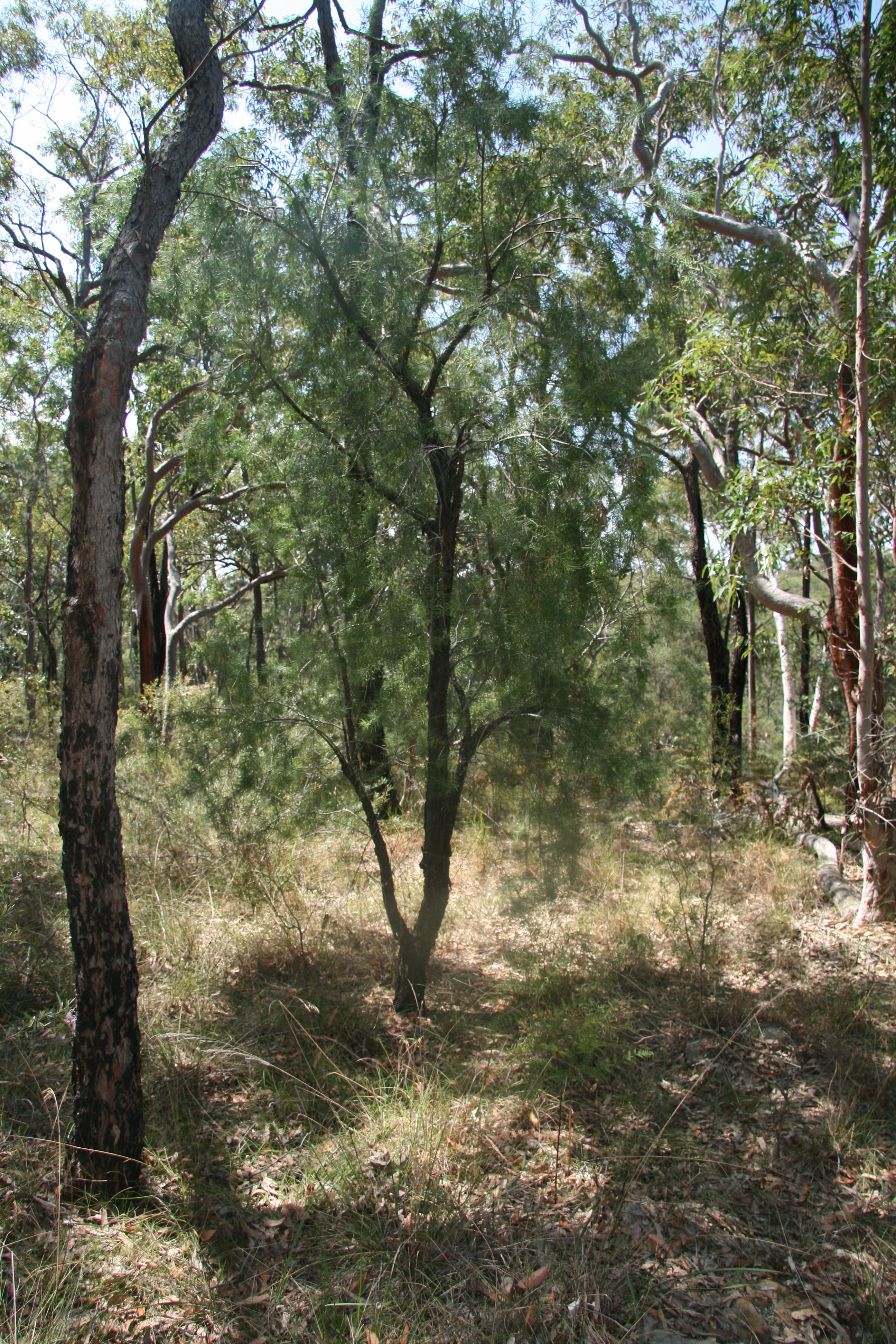
P. linearis (дерево в центре фото) в естественных условиях

Persoonia linearis растёт как высокий куст или небольшое дерево, иногда достигая 5 м в высоту, но чаще около 2-3 м. Мягкая чешуйчатая кора имеет тёмно-серый цвет на поверхности, а более глубокие слои имеют красноватый оттенок. Внутри коры находятся спящие почки, которые дают новые побеги после лесных пожаров. Молодые побеги опушённые. Листья имеют более или менее линейную форму, от 2 до 9 см в длину и от 0,1 до 0,7 см в ширину, со слегка скрученными краями.
Жёлтые цветки появляются летом, осенью и в начале зимы (с декабря по июль), достигая пика в январе и феврале. Цветки собраны в кисти, на каждом цветоносном побеге может быть до 50 цветков. P. linearis описывается как ауксотелический, что означает, что на каждом стебле есть отдельный цветок, который образует лист в месте соединения со стеблем. Эти ножки, известные как цветоножки, покрыты тонкой шерстью и имеют длину 2-8 мм. Каждый отдельный цветок состоит из цилиндрического околоцветника, состоящего из сросшихся на большей части длины листочков околоцветника, внутри которых находятся как мужская, так и женская части. Листочки околоцветника составляют 0,9-1,4 см в длину и опушены снаружи. Центральный столбик окружает пыльник, который разделяется на четыре сегмента; они загибаются назад и напоминают крест, если смотреть сверху. Они обеспечивают место для насекомых, посещающих рыльце, которая находится на вершине столбика. За цветками следует развитие гладких мясистых костянок, зеленых и более или менее круглых, размером 1,3 см в диаметре. У зрелых костянок могут быть пурпурные пятна. Каждая из них несёт одно или два семени в деревянистом плоде, который сбрасывается после созревания, как правило, с сентября по ноябрь.

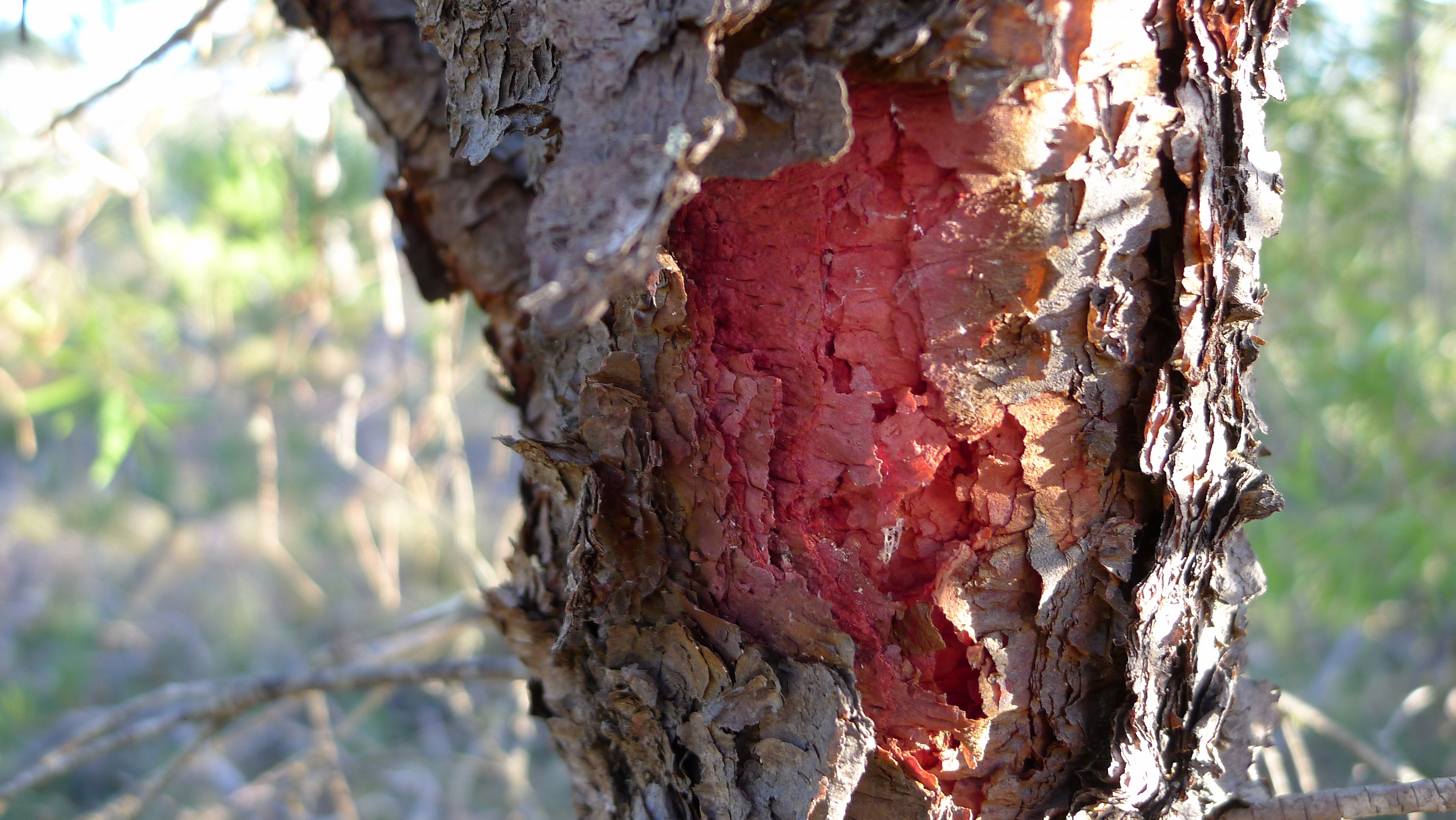
Кора
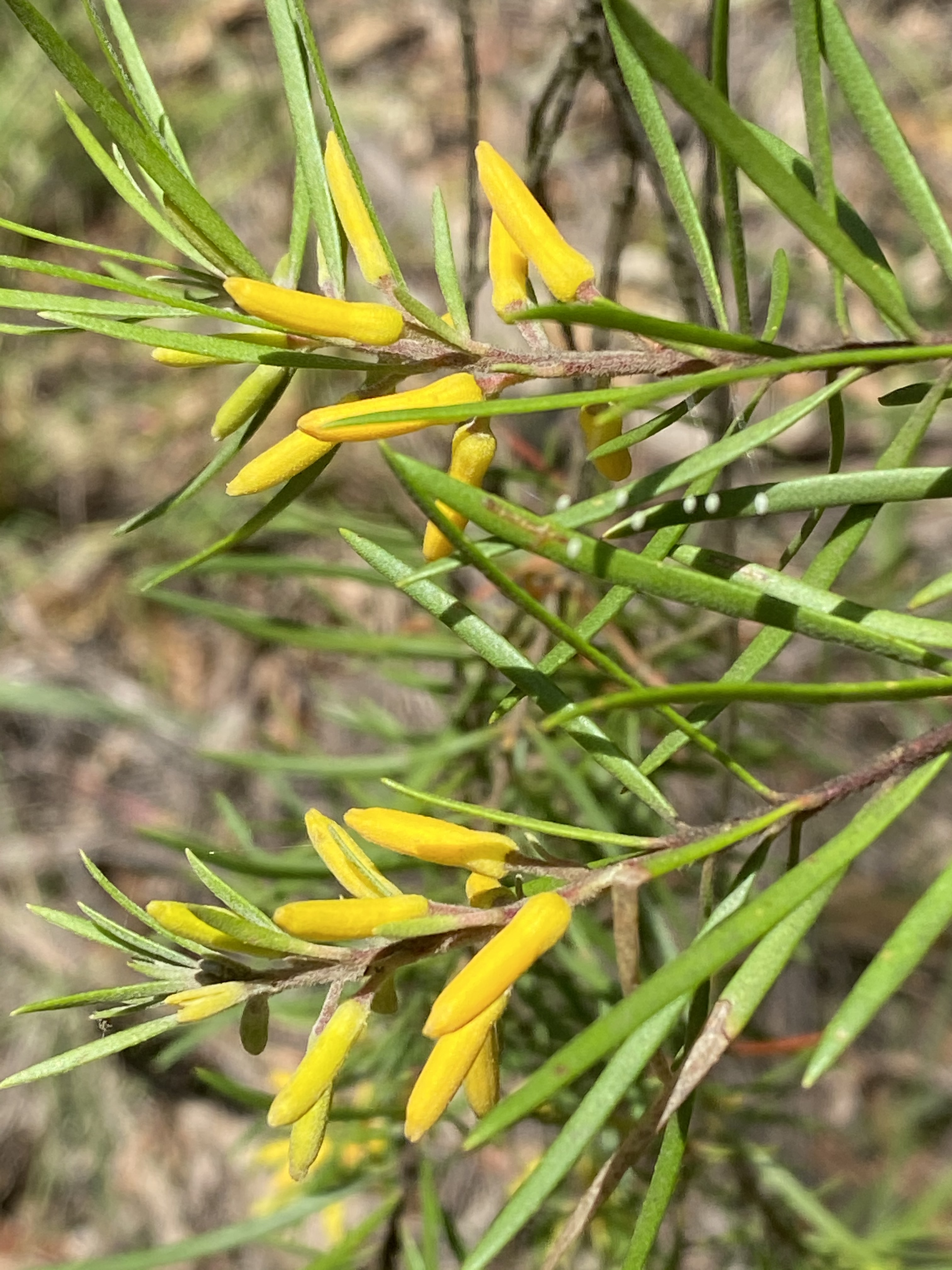
Листья и бутоны
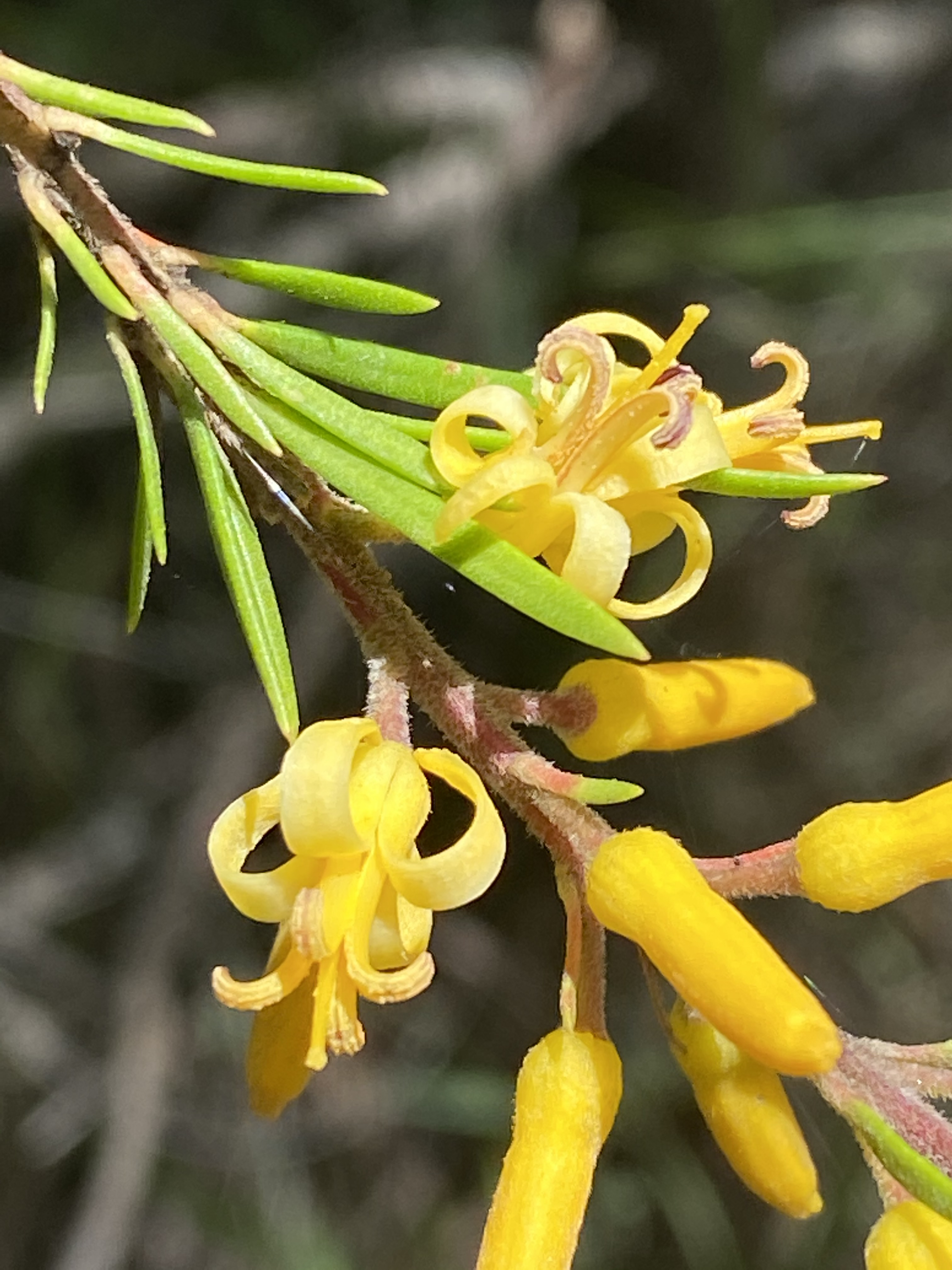
Цветки
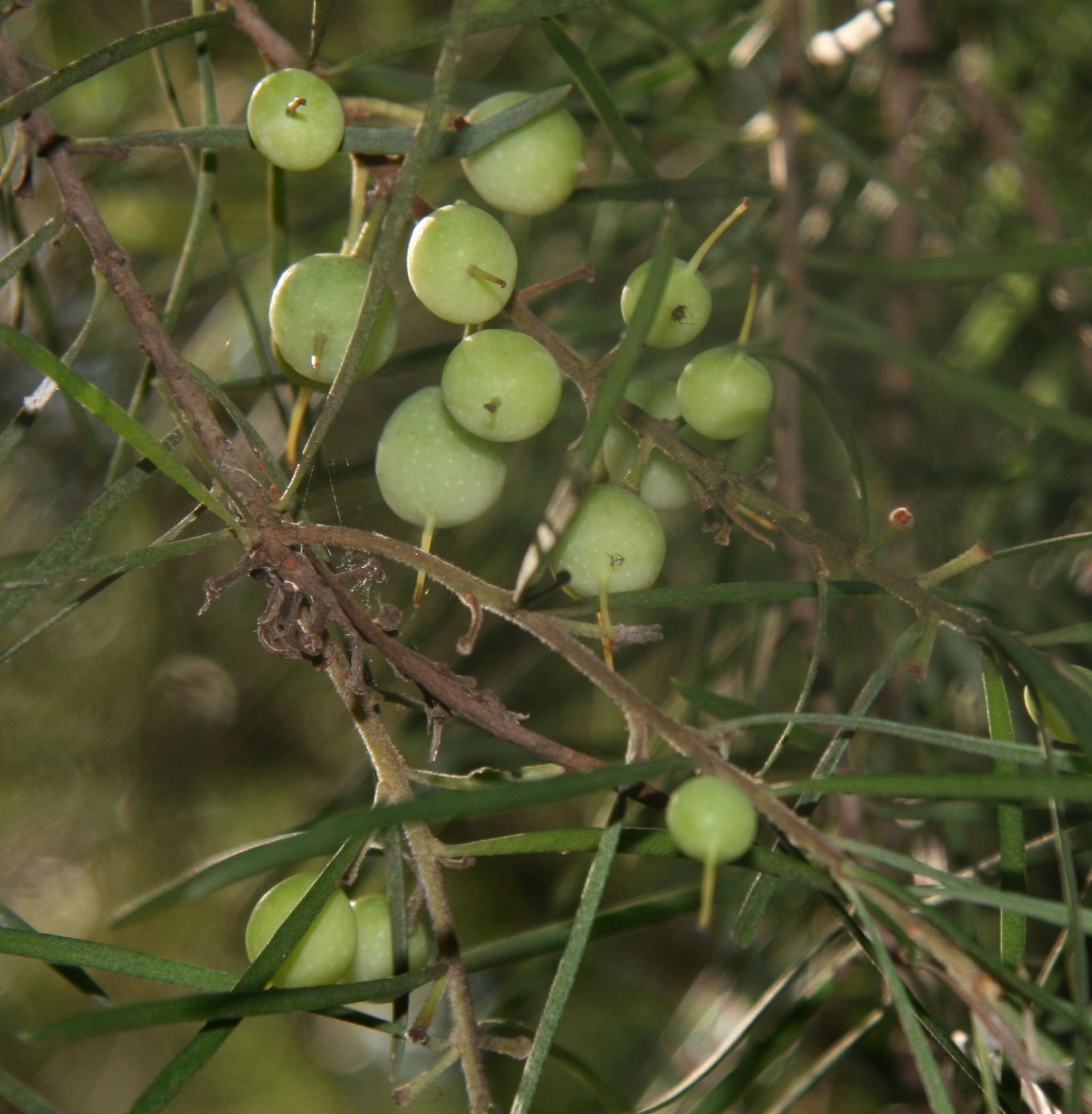
Плоды

## Таксономия

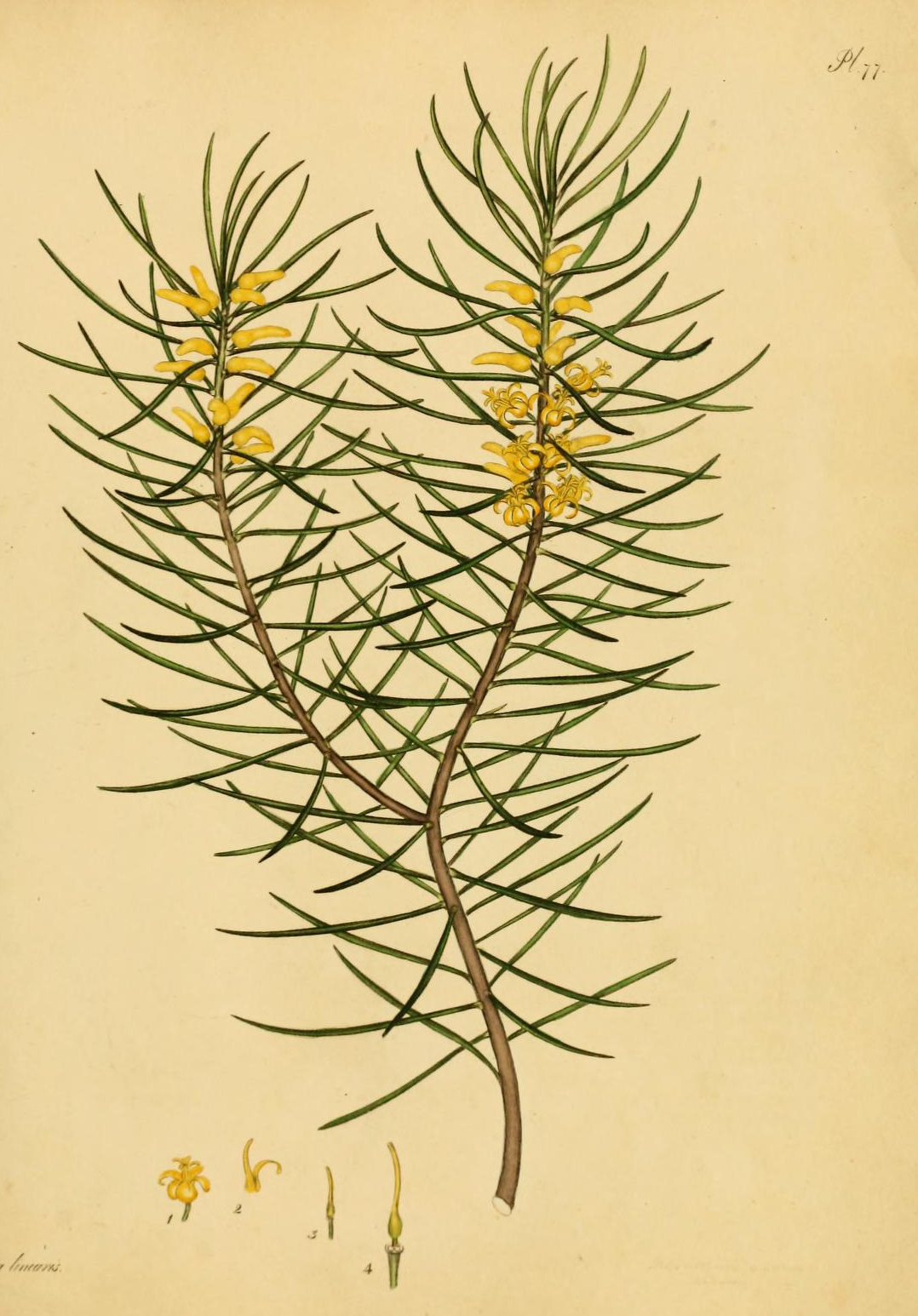
Иллюстрация Генри Эндрюса (1797)

Английский ботаник и художник Генри Кренк Эндрюс описал Persoonia linearis в 1799 году во втором томе своего Botanists Repository, Comprising Colour’d Engravings of New and Rare Plants. Дж. Робертсон из Стоквелла подарил ему цветущее растение, которое он вырастил из семян в 1794 году. Видовое название — латинское linearisв, «линейный», обозначающее форму листьев.
Тем временем немецкий ботаник Карл Фридрих фон Гертнер придумал название Pentadactylon angustifolium в 1807 году на основе экземпляра из коллекции Джозефа Бэнкса, чтобы описать то, что оказалось тем же самым видом. Название рода Pentadactylon происходило от греческих penta-, «пять», и dactyl, «пальцы», и относилось к пятилопастным семядолям . Садовод Джозеф Найт описал этот вид как Persoonia angustifolia в своей спорной работе 1809 года «О выращивании растений, принадлежащих к естественному отряду Proteeae», но биномиальное название было объявлено незаконным, поскольку оно было опубликовано позже описания Эндрюса. Карл Мейсснер описал популяцию из реки Тамбо в Виктории как отдельную разновидность Persoonia linearis var. latior в 1856 году, но разновидности или подвиды не признаны. Немецкий ботаник Отто Кунце предложил биномиальное название Linkia linearis в 1891 году из первоначального описания Антонио Хосе Каваниллесом описания рода Linkia, но в конечном итоге это название было отклонено в пользу Persoonia. В 1919 году французский ботаник Мишель Гандоже описал три вида (все они были перенесены в P. linearis): P. phyllostachys из материала, собранного близ Маунт-Вильсон, присланного ему гербарием Королевского ботанического сада в Сиднее, а также P. walteri и P. breviuscula от коллекционера растений из Мельбурна Чарльза Уолтера, записи которых были подвергнуты сомнению. Было отмечено, что коротколистный материал P. breviuscula был собран в Квинсленде, но теперь считается, что это было неправильно записано. Гандоже описал 212 таксонов австралийских растений, почти все из которых оказались уже описанными видами.
В 1870 году Джордж Бентам опубликовал первую внутриродовую аранжировку Persoonia в пятом томе своей знаменитой Flora Australiensis. Он разделил род на три части, поместив P. linearis в P. sect. Amblyanthera и распознал Pentadactylon angustifolium как тот же вид после изучения экземпляра в гербарии Джозефа Бэнкса. Он описал разновидность sericea из района реки Шолхейвен, а также отметил несоответствие в описании этого вида Робертом Броуном. Броун отметил, что кора гладкая, в отличие от Фердинанда фон Мюллера и других, которые записали кору как слоистую.
Род был рассмотрен австралийским ботаником Питером Уэстоном в серии Flora of Australia в 1995 году и P. linearis был помещён в группу Lanceolata, группу из 54 близкородственных видов с похожими цветами, но очень разной листвой. Эти виды часто скрещиваются между собой, где встречаются два члена группы. Были также описаны гибриды с P. chamaepeuce, P. conuncta, P. curvifolia, P. lanceolata, P. media, пятью подвидами P. mollis, P. myrtilloides subsp. cunninghamii, P. oleoides, P. pinifolia и P. sericea. Роберт Броун первоначально описал гибрид с P. levis как вид Persoonia lucida, который теперь известен как Persoonia × lucida, и был зарегистрирован в юго-восточных лесах южного побережья Нового Южного Уэльса.

## Распространение и местообитание
Persoonia linearis — один из наиболее распространённых видов персооний, встречается от долины реки Маклей на Среднем северном побережье Нового Южного Уэльса до реки Тамбо в восточной части Виктории. Вид произрастает от побережья до 1000 м над уровнем моря в местностях со средним годовым количеством осадков от 700 до 1 400 мм. Он является компонентом сухого склерофитового леса как на песчаниковых, так и на глинистых почвах. Произрастает на солнечных или слегка затенённых участках в открытом лесу или в лесу с кустарниковым подлеском. В Сиднейском бассейне P. linearis ассоциирована с такими деревьями, как Eucalyptus piperita, E. sieberi, E. agglomerata, E. pilularis, E. paniculata, E. rossii, E. saligna, E. sparsifolia и Angophora costata и кустарниками, такими как Grevillea obtusiflora, G. phylicoides, Hakea dohertyi, Conospermum longifolium и Persoonia rigida. В окрестностях Навры и Джервис-Бей вид является подлеском широко распространенных лесов Каррамбенской низменности, наряду с такими растениями, как Daviesia ulicifolia, Leucopogon juniperinus и Pittosporum undulatum с Corymbia maculata, Eucalyptus globoidea, E. longifolia в качестве доминирующих деревьев. Высокие сухие склерофитовые леса расположены на холмистой местности с хорошим дренажем. Подстилающая почва представляет собой жёлтый суглинок, образованный аргиллитом, алевролитом и песчаником.

## Экология

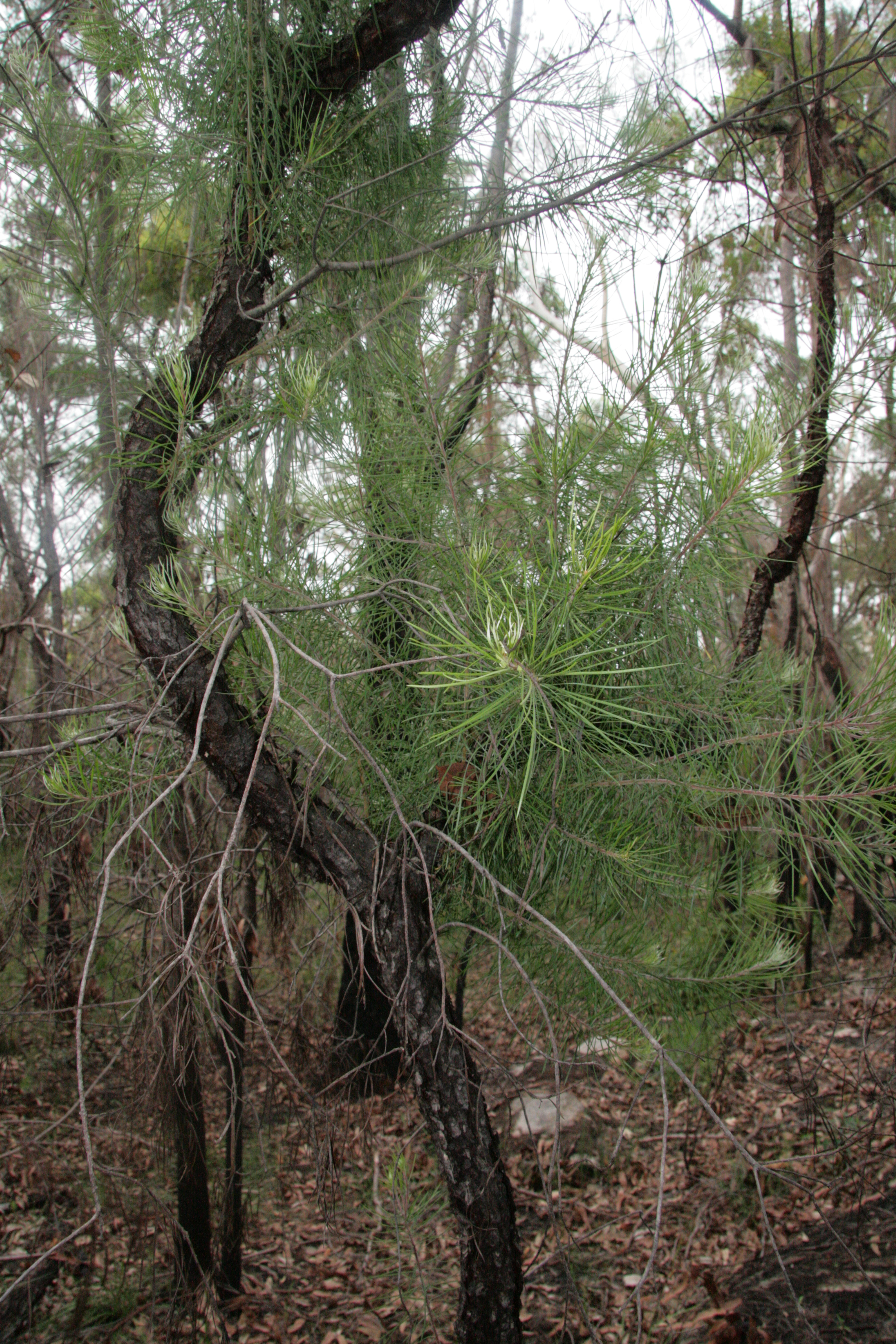
Регенерация P. linearis из подкорковых почек после пожара

Persoonia linearis — один из нескольких видов персооний, которые регенерируют за счёт активации спящих в стволах или в стеблях толщиной более 2 см подкорковых почек, которые могут стимулироваться после лесных пожаров, что представляет собой адаптацию растения к пожароопасной среде обитания. Однако только большие стволы диаметром 12-16 см способны регенерировать после очень горячих пожаров. Толстая слоистая бумагообразная кора защищает и изолирует лежащие под ними подкорковые почки от огня. Растение может также пустить новые побеги от основания ствола, если стебель и ствол погибли.
Общественные пчёлы из рода Leioproctus, подрода Cladocerapis питаются и опыляют исключительно цветки многих видов персооний. Пчёлы подрода Filiglossa того же рода также питаются только на цветках персооний, но не являются эффективными опылителями. Плоды весом 1,9 г употребляются в пищу позвоночными животными, такими как кенгуру, опоссумы, курравонги и другие крупные птицы. Семена были обнаружены в фекалиях кистехвостого скального валлаби (Petrogale penicillata).

## Культивирование и использование
P. linearis культивируется в качестве живой изгороди и хорошо поддаётся обрезке. Листва использовалась во флористике, а разноцветная кора ценится в садоводстве. Это довольно простое растение для выращивания в саду, но его редко можно увидеть из-за трудностей в размножении. Всхожесть семян низкая и может занять много месяцев. После укоренения вид может переносить продолжительные засушливые периоды и морозоустойчив. Оптимальные условия для выращивания — полутень и хорошо дренированная кислая почва, хотя P. linearis легко растёт и на полном солнце. Персонии в целом чувствительны к избытку фосфора и растут без удобрений или с препаратами с низким содержанием фосфора и медленным высвобождением. У них также может возникнуть дефицит железа и марганца. Впервые выращенный в Англии в 1794 году из семян, вид также, как сообщается, был размножен черенками. Генри Кренк Эндрюс описал его как «красивое тепличное растение, продолжающее цвести в осенние месяцы и приносящее хорошие семена». Садовод Джозеф Найт сообщил, что черенки будут успешными до тех пор, пока материал будет «разумно выбран», а растения время от времени дают семена.
В 1994 году из созревающих костянок гибрида P. linearis и P. pinifolia, произрастающего в Национальном ботаническом саду Австралии, было выделено соединение с антимикробной активностью 4-гидроксифенил-6-O-[(3R)-3,4-дигидрокси-2-метилбутанол]-β-D-глюкопиранозид.